# Marian Álvarez
María Ángeles Álvarez Cachero (Madrid, 1 de abril de 1978) é uma atriz espanhola. Em 2014, ganhou o Prêmio Goya de melhor atriz pelo seu papel no filme La herida.

## Filmografia

### Cinema
- Incautos (2004), como Miriam. Dirigida por Miguel Bardem.
- Semen, una historia de amor (2005), como enfermera. Dirigida por Daniela Fejerman e Inés París.
- A golpes (2005), como Mena. Dirigida por Juan Vicente Córdoba.
- Atropello (2006), como Laura. Dirigida por Manuel Estudillo.
- Lo mejor de mí (2007), como Raquel. Dirigida por Roser Aguilar.
- Bestezuelas (2010), como Perla. Dirigida por Carles Pastor.
- La herida (2013), como Ana. Dirigida por Fernando Franco.
- Felices 140 (2015), como Cati. Dirigida por Gracia Querejeta.
- Lobos sucios (2015), como Manuela. Dirigida por Simón Casal.
- Cien años de perdón (2016), como Cristina. Dirigida por Daniel Calparsoro.
- La niebla y la doncella (2017), como Carmen. Dirigida por Andrés M. Koppel.
- Morir (2017), como Marta. Dirigida por Fernando Franco.
- El cuaderno de Sara (2018), como Sara. Dirigida por Norberto López Amado.
- Cuando los ángeles duermen (2018), como Sandra. Dirigida por Gonzalo Bendala.
- El sueño de Malinche (2019), como Malinche (voz). Dirigida por Gonzalo Suárez.
- Sordo (2019). Dirigida por Alfonso Cortés-Cavanillas.

### Curta-metragens
- Soberano, el rey canalla (curta publicitário, 2001), de Miguel Bardem.
- El extra (2003), de Alberto Pernet.
- Limbo (2006), de Miguel Ángel Prieto.
- ¡Sálvame! (2007), de Javier Veiga.
- Frames (2009), de Beatriz Carretero y Alicia Medina.
- Agujero (2010), de Roberto San Sebastián.
- Aunque todo vaya mal (2011), de Cristina Alcázar.
- El otro (2012), de Jorge Dorado.

### Televisão
- El grupo (2000), como Ana - Telecinco.
- 7 vidas (2001), como Lucía - Telecinco.
- A medias (2002), como Lola - Antena 3.
- La sopa boba (2004), como Paloma -  Antena 3.
- Motivos personales (2005), como Esther - Telecinco.
- Tirando a dar (2006), como Rebeca - Telecinco.
- Hospital Central (2007 - 2008), como Lola Sanz - Telecinco.
- La ira (2009), como Marina - Telecinco.
- Los sentidos de la muerte (2009), como Lidia - TV3 (minissérie).
- Bicho malo (2009) - Neox.
- Vuelo IL 8714 (2010), como Victoria - Telecinco (minissérie).
- La duquesa (2011), como Matilde Solís - Telecinco (minissérie).
- La fuga (2012), como Marta Romero - Telecinco.
- El don de Alba (2013), como Blanca - Telecinco.
- Los misterios de Laura (2014), como Aurora Guerra - Televisión Española.
- Teresa (2015), como Teresa - Televisión Española.
- Velvet Colección (2017-2018), como Diana Pastor - Movistar+.
- Todo por el juego (2018), como Susana Rearte - Movistar+.
- La unidad (2020), como Miriam - Movistar+.

### Teatro
- Maribel y la extraña familia, dirigida por Ángel Fernández Montecinos.
- Tres sombreros de copa, dirigida por Gustavo Pérez Puig.